# Tim Küchler
Tim Küchler (* 29. Juli 1986 in Hamburg) ist ein ehemaliger deutscher Schauspieler.

## Karriere
Von 1996 bis 1997 spielte er in 39 Folgen der Serie Neues vom Süderhof die Rolle des Benjamin „Ben“ Brendel und in Die Kinder vom Alstertal war er von 1998 bis 2001 in 39 Folgen in der Hauptrolle des Tobias Sommerland zu sehen. 2004 absolvierte er einen Schauspiel-Workshop bei Mira Amari und war 2005 im Kinderkanal in TKKG – Der Club der Detektive zu sehen. Anschließend zog er sich von der Schauspielerei zurück.

## Filmografie
- 1996: Mensch, Pia! (Fernsehserie, Episode 1x01)
- 1996–1997: Neues vom Süderhof (Fernsehserie, 39 Episoden)
- 1998–2003: Die Kinder vom Alstertal (Fernsehserie, 39 Episoden)